# Nachschusspflicht
Die Nachschusspflicht kommt insbesondere im Gesellschaftsrecht und Finanzwesen vor und betrifft allgemein die gesetzliche oder vertragliche Verpflichtung eines Wirtschaftssubjekts, bestimmte nachträglich auftretende Verbindlichkeiten zu begleichen.

## Gesellschaftsrecht
Als Nachschusspflicht bezeichnet man die Verpflichtung eines Gesellschafters oder Genossen, anteilsmäßig das bestehende Gesellschaftskapital zu erhöhen bzw. für entstandene Verluste zu haften. Sie kann sich aus dem Gesetz, der Satzung oder dem Gesellschaftsvertrag ergeben.
In diesem Zusammenhang unterscheidet man zwei Arten von Nachschusspflicht. Sie ist entweder beschränkt (bis zur Haftsumme) oder auch unbeschränkt:
- Bei der beschränkten Nachschusspflicht (beispielsweise gemäß § 28 GmbHG) wird ein nachzuzahlender Höchstbetrag ermittelt, um den Fehlbetrag auszugleichen. Dieser Betrag richtet sich dabei nach der Höhe der Geschäftsanteile. Es kann aber auch zu einer Kaduzierung, allerdings zu keiner kollektiven kommen.
- Bei der unbeschränkten Nachschusspflicht (etwa gemäß § 27 GmbHG), wenn also von vornherein nicht klar ist, in welcher Höhe nachgezahlt werden muss, kann sich ein Gesellschafter aufgrund des sogenannten Abandonrechts entziehen. Der Gesellschaftsanteil wird hierzu vom Gesellschafter zur Versteigerung zur Verfügung gestellt. Der Erlös steht dabei der Gesellschaft bis zur Höhe des zu leistenden Nachschusses zu.

Auch bei der Genossenschaft kennt man die beschränkte und unbeschränkte Nachschusspflicht (§ 6 Nr. 3 GenG). Im Falle der Insolvenz einer Genossenschaft sind die Mitglieder regelmäßig verpflichtet, über den oder die übernommenen Geschäftsanteile hinaus Nachschüsse zu leisten, um die Ansprüche der Gläubiger gegenüber der Genossenschaft auszugleichen (§ 105 GenG).
Der Versicherungsverein auf Gegenseitigkeit (VVaG) kann in der Satzung vorsehen, dass zusätzlich zu den Beiträgen von den Mitgliedern Leistungen zu erbringen sind, die von in der Satzung näher geregelten Voraussetzungen abhängig sind und sich wirtschaftlich wie eine Erhöhung der Beiträge auswirken. Umfang und Einziehung der nachgeforderten Beiträge müssen in der Satzung genau festgelegt werden (§§ 179 Abs. 2 VAG, § 182 VAG).
Bei der BGB-Gesellschaft haben gemäß § 735 BGB die Gesellschafter für den Fehlbetrag nach dem Verhältnis aufzukommen, nach welchem sie den Verlust zu tragen haben, wenn das Gesellschaftsvermögen zur Berichtigung der gemeinschaftlichen Schulden und zur Rückerstattung der Einlagen nicht ausreicht.

## Finanzwesen
Als Nachschusspflicht wird auch die Verpflichtung eines Kreditnehmers bezeichnet, bei einem Effektenlombardkredit zusätzliche Wertpapiere bzw. Bargeld als Kreditsicherheit einzubringen, wenn die Beleihungsgrenze der Sicherheiten unter die Inanspruchnahme des Kredites fällt.
Kursschwankungen der beliehenen Wertpapiere verändern unmittelbar die Beleihungsgrenze und damit auch das Kreditlimit. Sinkt die Beleihungsgrenze kursbedingt, ohne dass das Kreditlimit hieran angepasst werden kann, werden Nachbesicherungsrechte der AGB ausgelöst. Es handelt sich um Covenants, die in Ziff. 13 Abs. 2 AGB-Banken und 22. Abs. 1 AGB-Sparkassen umfassend geregelt sind. Der Kunde ist dann verpflichtet, weitere Wertpapiere zu verpfänden, um die Beleihungsgrenze an das Kreditlimit anzupassen. Kommt der Kreditnehmer diesem Verlangen nicht nach, werden automatisch Kündigungsrechte nach Ziff. 13 Abs. 3 in Verbindung mit Ziff. 19 Abs. 3 AGB-Banken bzw. Ziff. 26 Abs. 2b AGB-Sparkassen ausgelöst (siehe Negativerklärung). Diese Regelung entspricht dem Norminhalt des § 490 Abs. 1 BGB, der sich auch auf den Wertverfall gestellter Sicherheiten erstreckt (siehe wesentliche Verschlechterung der Vermögensverhältnisse).
Eine Nachschusspflicht gibt es auch bei der Spekulation mit Derivaten wie Differenzgeschäften, Optionen, Swapgeschäften oder Terminkontrakten. Hier unterliegt der Anleger (Spekulant, Trader) einem hohen Kursänderungsrisiko, denn er muss zunächst weniger Kapital einsetzen als später – etwa bei der Realisierung von Verlusten für die Erfüllung – erforderlich wird. Wenn der Anleger bei einem Trade mehr Geld verliert als im Depot vorhanden ist, ist er verpflichtet, die Differenz an seinen jeweiligen Kontrahenten (Broker, Kreditinstitut) in der Form der Margin zu zahlen. Unterschreitet das Marginkonto eine bestimmte Untergrenze (englisch maintenance margin level),  entsteht eine unverzügliche Nachschusspflicht (englisch margin call) bis zum Erreichen der ursprünglichen Margin (englisch initial margin).
Ein bekanntes Beispiel für die Risiken der Nachschusspflicht ist die Kopplung der Schweizer Franken an den Euro, die im Januar 2015 unerwartet aufgegeben wurde. Dadurch entstanden große Kursdifferenzen, als deren Folge viele Trader durch die Nachschusspflicht sehr viel Geld verloren. In der Regel versucht man solche unerwarteten Kursdifferenzen durch einen gesetzten Stop-Loss abzufangen, aber bei sehr großen Kurssprüngen greift dieser manchmal nicht.